# Albert-Marie de Monléon
Pour les autres membres de la famille, voir Famille de Monléon.
Albert-Marie de Monléon, né le 20 janvier 1937 dans le 15e arrondissement de Paris où il est mort le 29 avril 2019, est un prélat dominicain français, évêque de Pamiers de 1988 à 1999, puis évêque de Meaux de 1999 à 2012.

## Biographie
Fils de Jacques de Monléon, professeur de philosophie à l'Institut catholique de Paris et à l'université Laval (Québec), quatrième d'une famille de huit enfants dont deux sœurs moniales dominicaines, Albert-Marie de Monléon est l'arrière petit-neveu de Sainte Rose-Philippine Duchesne.

### Formation
À l’issue de ses études secondaires au lycée Condorcet et au lycée Louis-le-Grand de Paris, Albert-Marie de Monléon a poursuivi sa formation pour partie à Institut catholique de Paris et pour partie dans les facultés dominicaines de philosophie et de théologie du Saulchoir à Étiolles.

Il est licencié en théologie.
Il a été ordonné prêtre le 5 juillet 1964 pour l’ordre des Dominicains chez qui il était entré dès 1957.
En octobre 2007, Albert-Marie de Monléon, évêque de Meaux, est partie civile dans le procès d'un prêtre de son diocèse accusé d'atteinte sexuelle sur un jeune garçon.[réf. nécessaire]

### Principaux ministères
Son ministère sacerdotal a été marqué par le Centre d’études en théologie Istina dont il a été membre pendant vingt ans de 1968 à 1988.
Il a également été responsable des prêtres et séminaristes de la Communauté de l’Emmanuel et de la Fraternité de Jésus de 1983 à 1988.
Nommé évêque de Pamiers le 5 août 1988, il a été consacré le 1er octobre 1988. Il est évêque de Meaux du 17 août 1999 au 9 août 2012.
Au sein de la Conférence des évêques de France, il a présidé la Commission de la liturgie et de la pastorale sacramentelle. Il est ensuite membre de la commission doctrinale. Le 8 novembre 2008, il a été réélu dans cette commission pour un mandat de trois ans.
Il devient alors aumônier du monastère dominicain de la Clarté-Notre-Dame à Taulignan dans la Drôme.
Il est coordinateur des congrès de la Miséricorde en France, de 2008 à 2019. 
En novembre 2015, il publie aux éditions Parole et Silence un livre sur la miséricorde : Au cœur de la miséricorde, ce livre est préfacé par le cardinal Barbarin.

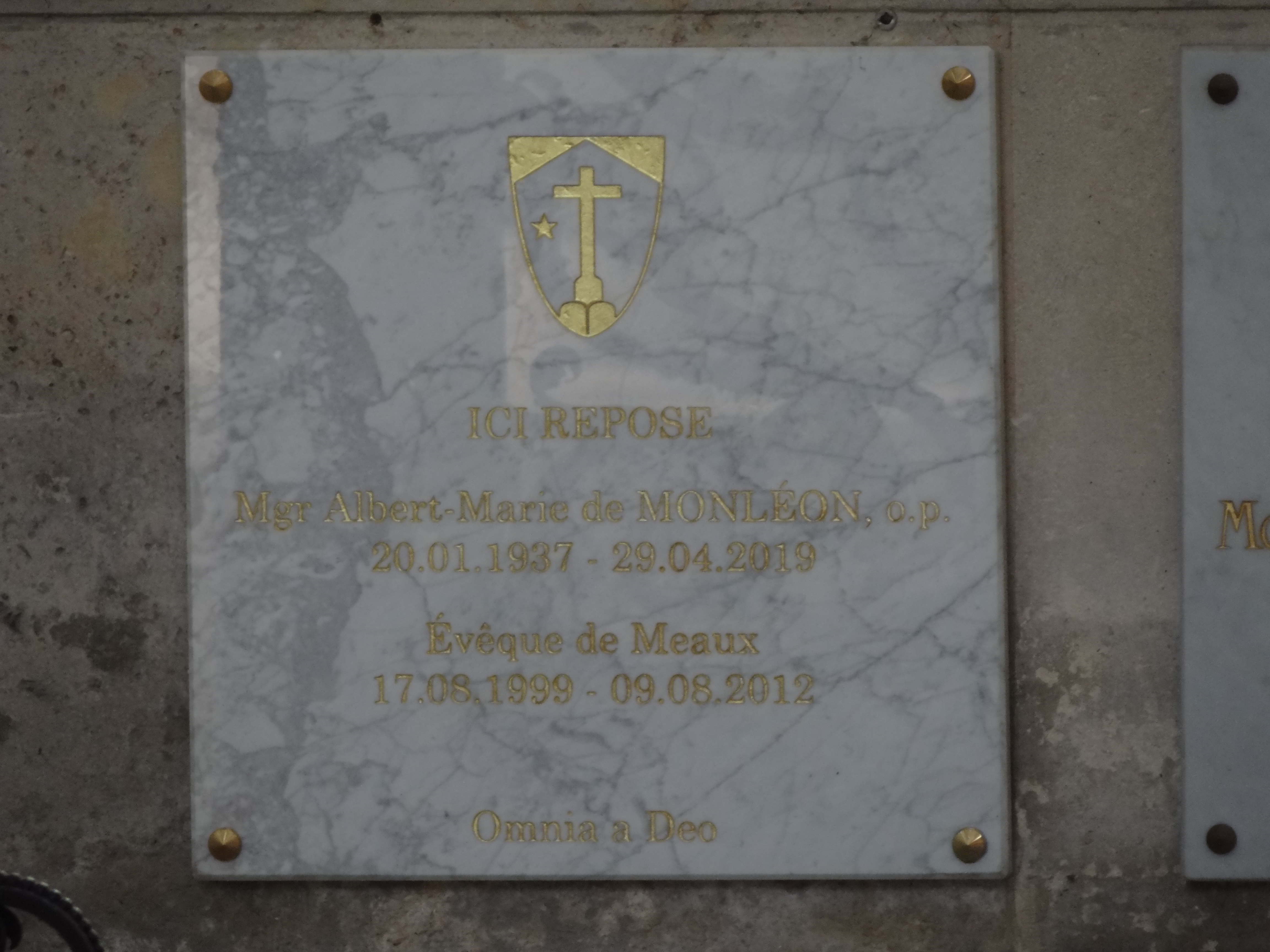
La plaque commémorative d'Albert-Marie de Monléon dans le chœur de la cathédrale de Meaux.

Il est enterré dans le caveau des évêques dans le chœur de la cathédrale de Meaux. Dans le sanctuaire, prés de la tombe de Bossuet, une plaque de marbre blanc lui rend hommage.